# Polo aquático nos Jogos Olímpicos de Verão de 2020 - Masculino
O torneio masculino de polo aquático nos Jogos Olímpicos de Verão de 2020 foi realizado entre 25 de julho e 8 de agosto de 2021 no Centro Internacional de Natação Tokyo Tatsumi, em Tóquio.
Originalmente programado para 2020, em 24 de março daquele ano as Olimpíadas foram adiadas para 2021 devido à pandemia de COVID-19. Pela mesma razão todas as partidas foram realizadas com os portões fechados.
A Sérvia conquistou sua segunda medalha de ouro consecutiva após uma vitória na final sobre a Grécia, enquanto a Hungria conquistou a medalha de bronze.

## Medalhistas
|  | SRB Sérvia |  | GRE Grécia |  | HUN Hungria |
|  | Milan Aleksić Nikola Dedović Filip Filipović Nikola Jakšić Đorđe Lazić Dušan Mandić Branislav Mitrović Stefan Mitrović Duško Pijetlović Gojko Pijetlović Andrija Prlainović Sava Ranđelović Strahinja Rašović |  | Stylianos Argyropoulos Georgios Dervisis Ioannis Fountoulis Konstantinos Galanidis Konstantinos Genidounias Konstantinos Gkiouvetsis Marios Kapotsis Christodoulos Kolomvos Konstantinos Mourikis Alexandros Papanastasiou Dimitrios Skoumpakis Angelos Vlachopoulos Emmanouil Zerdevas |  | Dániel Angyal Balázs Erdélyi Balázs Hárai Norbert Hosnyánszky Szilárd Jansik Krisztián Manhercz Tamás Mezei Viktor Nagy Mátyás Pásztor Márton Vámos Dénes Varga Soma Vogel Gergő Zalánki |

## Calendário
| G | Fase de grupos | QF | Quartas de final | SF | Semifinais | B | Disputa pelo bronze | F | Final |

| DataEvento        | Sáb 24 jul | Dom 25 jul | Seg 26 jul | Ter 27 jul | Qua 28 jul | Qui 29 jul | Sex 30 jul | Sáb 31 jul | Dom 1 ago | Seg 2 ago | Ter 3 ago | Qua 4 ago | Qui 5 ago | Sex 6 ago | Sáb 7 ago | Sáb 7 ago | Dom 8 ago | Dom 8 ago |
| ----------------- | ---------- | ---------- | ---------- | ---------- | ---------- | ---------- | ---------- | ---------- | --------- | --------- | --------- | --------- | --------- | --------- | --------- | --------- | --------- | --------- |
| Torneio masculino |            | G          |            | G          |            | G          |            | G          |           | G         |           | QF        |           | SF        |           |           | B         | F         |

## Qualificação
Doze equipes se classificaram para o torneio masculino de polo aquático:
| Método                       | Data                               | Local         | Vagas | Classificado                  |
| ---------------------------- | ---------------------------------- | ------------- | ----- | ----------------------------- |
| País-sede                    | —                                  | —             | 1     | Japão                         |
| Jogos Asiáticos de 2018      | 25 de agosto–1 de setembro de 2018 | Indonésia     | 1     | Cazaquistão                   |
| Liga Mundial de 2019         | 18–23 de junho de 2019             | Sérvia        | 1     | Sérvia                        |
| Campeonato Mundial de 2019   | 15–27 de julho de 2019             | Coreia do Sul | 2     | Itália · Espanha              |
| Jogos Pan-Americanos de 2019 | 4–10 de agosto de 2019             | Peru          | 1     | Estados Unidos                |
| Campeonato Europeu de 2020   | 14–26 de janeiro de 2020           | Hungria       | 1     | Hungria                       |
| Indicado da África           | —                                  | —             | 1     | África do Sul                 |
| Indicado da Oceania          | —                                  | —             | 1     | Austrália                     |
| Pré-Olímpico Mundial de 2020 | 14–21 de fevereiro de 2021         | Países Baixos | 3     | Croácia · Grécia · Montenegro |
| Total                        |                                    |               | 12    |                               |

## Formato
As doze equipes foram divididas em dois grupos para uma fase inicial. Cada uma joga contra todas as demais equipes do grupo, totalizando cinco partidas. As quatro primeiras colocadas de cada grupo avançam para a fase eliminatória, enquanto a quinta e sexta colocadas são eliminadas. A fase eliminatória começa com as quartas de final e os vencedores avançam para as semifinais, enquanto os perdedores das quartas de final disputam a classificação do quinto ao oitavo lugar. Os dois vencedores das semifinais disputam a medalha de ouro, enquanto os dois perdedores disputam o bronze.

## Fase de grupos
A tabela de jogos e a composição dos grupos foi anunciada em 9 de março de 2021.
Todas as partidas seguem o fuso horário local (UTC+9).

### Grupo A
| Pos | Equipe         | Pts | J | V | E | D | GP | GC  | SG  | Classificado     |
| --- | -------------- | --- | - | - | - | - | -- | --- | --- | ---------------- |
| 1   | Grécia         | 9   | 5 | 4 | 1 | 0 | 68 | 34  | +34 | Quartas de final |
| 2   | Itália         | 8   | 5 | 3 | 2 | 0 | 60 | 32  | +28 | Quartas de final |
| 3   | Hungria        | 7   | 5 | 3 | 1 | 1 | 64 | 35  | +29 | Quartas de final |
| 4   | Estados Unidos | 4   | 5 | 2 | 0 | 3 | 59 | 53  | +6  | Quartas de final |
| 5   | Japão          | 2   | 5 | 1 | 0 | 4 | 65 | 66  | −1  |                  |
| 6   | África do Sul  | 0   | 5 | 0 | 0 | 5 | 20 | 116 | −96 |                  |

| 25 de julho de 2021 10:00 | Relatório | África do Sul                              | 2–21 | Itália      | Centro Internacional de Natação Tokyo Tatsumi Árbitros: KAZ Viktor Salnichenko MNE Stanko Ivanovski |
| 25 de julho de 2021 10:00 | Relatório | Pontuação por períodos: 0–2, 2–8, 0–7, 2–4 |      |             | Centro Internacional de Natação Tokyo Tatsumi Árbitros: KAZ Viktor Salnichenko MNE Stanko Ivanovski |
| 25 de julho de 2021 10:00 | Relatório | Rezelman, Stone 1                          | Gols | Di Fulvio 5 | Centro Internacional de Natação Tokyo Tatsumi Árbitros: KAZ Viktor Salnichenko MNE Stanko Ivanovski |

| 25 de julho de 2021 11:30 | Relatório | Hungria                                    | 9–10 | Grécia       | Centro Internacional de Natação Tokyo Tatsumi Árbitros: NED Michiel Zwart SRB Vojin Putniković |
| 25 de julho de 2021 11:30 | Relatório | Pontuação por períodos: 3–2, 3–4, 2–3, 1–1 |      |              | Centro Internacional de Natação Tokyo Tatsumi Árbitros: NED Michiel Zwart SRB Vojin Putniković |
| 25 de julho de 2021 11:30 | Relatório | Erdélyi, Varga 3                           | Gols | Fountoulis 3 | Centro Internacional de Natação Tokyo Tatsumi Árbitros: NED Michiel Zwart SRB Vojin Putniković |

| 25 de julho de 2021 14:00 | Relatório | Estados Unidos                             | 15–13 | Japão            | Centro Internacional de Natação Tokyo Tatsumi Árbitros: FRA Sébastien Dervieux RUS Arkadiy Voevodin |
| 25 de julho de 2021 14:00 | Relatório | Pontuação por períodos: 3–2, 3–4, 2–3, 1–1 |       |                  | Centro Internacional de Natação Tokyo Tatsumi Árbitros: FRA Sébastien Dervieux RUS Arkadiy Voevodin |
| 25 de julho de 2021 14:00 | Relatório | Bowen 5                                    | Gols  | três jogadores 3 | Centro Internacional de Natação Tokyo Tatsumi Árbitros: FRA Sébastien Dervieux RUS Arkadiy Voevodin |

| 27 de julho de 2021 10:00 | Relatório | África do Sul                              | 3–20 | Estados Unidos | Centro Internacional de Natação Tokyo Tatsumi Árbitros: CHN Zhang Liang SRB Vojin Putniković |
| 27 de julho de 2021 10:00 | Relatório | Pontuação por períodos: 0–3, 1–9, 1–3, 1–5 |      |                | Centro Internacional de Natação Tokyo Tatsumi Árbitros: CHN Zhang Liang SRB Vojin Putniković |
| 27 de julho de 2021 10:00 | Relatório | três jogadores 1                           | Gols | Hallock 4      | Centro Internacional de Natação Tokyo Tatsumi Árbitros: CHN Zhang Liang SRB Vojin Putniković |

| 27 de julho de 2021 15:30 | Relatório | Itália                                     | 6–6  | Grécia           | Centro Internacional de Natação Tokyo Tatsumi Árbitros: ESP Xevi Buch MNE Stanko Ivanovski |
| 27 de julho de 2021 15:30 | Relatório | Pontuação por períodos: 1–1, 1–1, 0–4, 4–0 |      |                  | Centro Internacional de Natação Tokyo Tatsumi Árbitros: ESP Xevi Buch MNE Stanko Ivanovski |
| 27 de julho de 2021 15:30 | Relatório | Aicardi, Figlioli 2                        | Gols | seis jogadores 1 | Centro Internacional de Natação Tokyo Tatsumi Árbitros: ESP Xevi Buch MNE Stanko Ivanovski |

| 27 de julho de 2021 18:20 | Relatório | Japão                                      | 11–16 | Hungria   | Centro Internacional de Natação Tokyo Tatsumi Árbitros: NED Michiel Zwart CRO Nenad Periš |
| 27 de julho de 2021 18:20 | Relatório | Pontuação por períodos: 3–4, 5–4, 2–5, 1–3 |       |           | Centro Internacional de Natação Tokyo Tatsumi Árbitros: NED Michiel Zwart CRO Nenad Periš |
| 27 de julho de 2021 18:20 | Relatório | Inaba, Okawa 3                             | Gols  | Zalánki 4 | Centro Internacional de Natação Tokyo Tatsumi Árbitros: NED Michiel Zwart CRO Nenad Periš |

| 29 de julho de 2021 10:00 | Relatório | Hungria                                    | 23–1 | África do Sul | Centro Internacional de Natação Tokyo Tatsumi Árbitros: URU Daniel Daners ARG Germán Moller |
| 29 de julho de 2021 10:00 | Relatório | Pontuação por períodos: 4–0, 5–0, 8–0, 6–1 |      |               | Centro Internacional de Natação Tokyo Tatsumi Árbitros: URU Daniel Daners ARG Germán Moller |
| 29 de julho de 2021 10:00 | Relatório | Manhercz 5                                 | Gols | Rodda 1       | Centro Internacional de Natação Tokyo Tatsumi Árbitros: URU Daniel Daners ARG Germán Moller |

| 29 de julho de 2021 14:00 | Relatório | Estados Unidos                             | 11–12 | Itália      | Centro Internacional de Natação Tokyo Tatsumi Árbitros: FRA Sébastien Dervieux CRO Nenad Periš |
| 29 de julho de 2021 14:00 | Relatório | Pontuação por períodos: 4–2, 3–3, 2–3, 2–4 |       |             | Centro Internacional de Natação Tokyo Tatsumi Árbitros: FRA Sébastien Dervieux CRO Nenad Periš |
| 29 de julho de 2021 14:00 | Relatório | quatro jogadores 2                         | Gols  | Di Fulvio 5 | Centro Internacional de Natação Tokyo Tatsumi Árbitros: FRA Sébastien Dervieux CRO Nenad Periš |

| 29 de julho de 2021 18:20 | Relatório | Grécia                                     | 10–9 | Japão    | Centro Internacional de Natação Tokyo Tatsumi Árbitros: ROU Adrian Alexandrescu SRB Vojin Putniković |
| 29 de julho de 2021 18:20 | Relatório | Pontuação por períodos: 1–1, 4–4, 2–1, 3–3 |      |          | Centro Internacional de Natação Tokyo Tatsumi Árbitros: ROU Adrian Alexandrescu SRB Vojin Putniković |
| 29 de julho de 2021 18:20 | Relatório | Genidounias, Kapotsis 3                    | Gols | Adachi 3 | Centro Internacional de Natação Tokyo Tatsumi Árbitros: ROU Adrian Alexandrescu SRB Vojin Putniković |

| 31 de julho de 2021 14:00 | Relatório | Estados Unidos                             | 8–11 | Hungria    | Centro Internacional de Natação Tokyo Tatsumi Árbitros: ESP Xevi Buch RUS Arkadiy Voevodin |
| 31 de julho de 2021 14:00 | Relatório | Pontuação por períodos: 1–2, 3–3, 0–3, 4–3 |      |            | Centro Internacional de Natação Tokyo Tatsumi Árbitros: ESP Xevi Buch RUS Arkadiy Voevodin |
| 31 de julho de 2021 14:00 | Relatório | Bowen, Hallock 2                           | Gols | Manhercz 3 | Centro Internacional de Natação Tokyo Tatsumi Árbitros: ESP Xevi Buch RUS Arkadiy Voevodin |

| 31 de julho de 2021 18:20 | Relatório | Itália                                     | 16–8 | Japão   | Centro Internacional de Natação Tokyo Tatsumi Árbitros: MNE Stanko Ivanovski CRO Nenad Periš |
| 31 de julho de 2021 18:20 | Relatório | Pontuação por períodos: 5–0, 3–3, 3–1, 5–4 |      |         | Centro Internacional de Natação Tokyo Tatsumi Árbitros: MNE Stanko Ivanovski CRO Nenad Periš |
| 31 de julho de 2021 18:20 | Relatório | Bodegas, Figlioli 3                        | Gols | Inaba 3 | Centro Internacional de Natação Tokyo Tatsumi Árbitros: MNE Stanko Ivanovski CRO Nenad Periš |

| 31 de julho de 2021 19:50 | Relatório | África do Sul                              | 5–28 | Grécia       | Centro Internacional de Natação Tokyo Tatsumi Árbitros: NZL John Waldow CHN Zhang Liang |
| 31 de julho de 2021 19:50 | Relatório | Pontuação por períodos: 1–7, 2–5, 1–7, 1–9 |      |              | Centro Internacional de Natação Tokyo Tatsumi Árbitros: NZL John Waldow CHN Zhang Liang |
| 31 de julho de 2021 19:50 | Relatório | Stone 2                                    | Gols | Fountoulis 5 | Centro Internacional de Natação Tokyo Tatsumi Árbitros: NZL John Waldow CHN Zhang Liang |

| 2 de agosto de 2021 10:00 | Relatório | Hungria                                    | 5–5  | Itália     | Centro Internacional de Natação Tokyo Tatsumi Árbitros: ESP Xevi Buch RUS Arkadiy Voevodin |
| 2 de agosto de 2021 10:00 | Relatório | Pontuação por períodos: 2–1, 2–1, 1–1, 0–2 |      |            | Centro Internacional de Natação Tokyo Tatsumi Árbitros: ESP Xevi Buch RUS Arkadiy Voevodin |
| 2 de agosto de 2021 10:00 | Relatório | Varga 3                                    | Gols | Figlioli 2 | Centro Internacional de Natação Tokyo Tatsumi Árbitros: ESP Xevi Buch RUS Arkadiy Voevodin |

| 2 de agosto de 2021 11:30 | Relatório | Grécia                                     | 14–5 | Estados Unidos | Centro Internacional de Natação Tokyo Tatsumi Árbitros: ROU Adrian Alexandrescu NED Michiel Zwart |
| 2 de agosto de 2021 11:30 | Relatório | Pontuação por períodos: 4–1, 2–2, 5–2, 3–0 |      |                | Centro Internacional de Natação Tokyo Tatsumi Árbitros: ROU Adrian Alexandrescu NED Michiel Zwart |
| 2 de agosto de 2021 11:30 | Relatório | Genidounias 5                              | Gols | Obert 2        | Centro Internacional de Natação Tokyo Tatsumi Árbitros: ROU Adrian Alexandrescu NED Michiel Zwart |

| 2 de agosto de 2021 18:20 | Relatório | Japão                                      | 24–9 | África do Sul | Centro Internacional de Natação Tokyo Tatsumi Árbitros: NZL John Waldow SRB Vojin Putniković |
| 2 de agosto de 2021 18:20 | Relatório | Pontuação por períodos: 5–4, 7–4, 6–1, 6–0 |      |               | Centro Internacional de Natação Tokyo Tatsumi Árbitros: NZL John Waldow SRB Vojin Putniković |
| 2 de agosto de 2021 18:20 | Relatório | Adachi, Arai 4                             | Gols | Neill 4       | Centro Internacional de Natação Tokyo Tatsumi Árbitros: NZL John Waldow SRB Vojin Putniković |

### Grupo B
| Pos | Equipe      | Pts | J | V | E | D | GP | GC | SG  | Classificado     |
| --- | ----------- | --- | - | - | - | - | -- | -- | --- | ---------------- |
| 1   | Espanha     | 10  | 5 | 5 | 0 | 0 | 61 | 31 | +30 | Quartas de final |
| 2   | Croácia     | 6   | 5 | 3 | 0 | 2 | 62 | 46 | +16 | Quartas de final |
| 3   | Sérvia      | 6   | 5 | 3 | 0 | 2 | 70 | 46 | +24 | Quartas de final |
| 4   | Montenegro  | 4   | 5 | 2 | 0 | 3 | 54 | 56 | −2  | Quartas de final |
| 5   | Austrália   | 4   | 5 | 2 | 0 | 3 | 49 | 60 | −11 |                  |
| 6   | Cazaquistão | 0   | 5 | 0 | 0 | 5 | 35 | 92 | −57 |                  |

1. 1 2  Croácia 14–12 Sérvia
2. 1 2  Austrália 10–15 Montenegro

| 25 de julho de 2021 15:30 | Relatório | Austrália                                  | 10–15 | Montenegro | Centro Internacional de Natação Tokyo Tatsumi Árbitros: ROU Adrian Alexandrescu ITA Alessandro Severo |
| 25 de julho de 2021 15:30 | Relatório | Pontuação por períodos: 5–4, 2–2, 1–4, 2–5 |       |            | Centro Internacional de Natação Tokyo Tatsumi Árbitros: ROU Adrian Alexandrescu ITA Alessandro Severo |
| 25 de julho de 2021 15:30 | Relatório | Campbell 3                                 | Gols  | Ukropina 5 | Centro Internacional de Natação Tokyo Tatsumi Árbitros: ROU Adrian Alexandrescu ITA Alessandro Severo |

| 25 de julho de 2021 18:20 | Relatório | Sérvia                                     | 12–13 | Espanha    | Centro Internacional de Natação Tokyo Tatsumi Árbitros: USA Michael Goldenberg GRE Georgios Stavridis |
| 25 de julho de 2021 18:20 | Relatório | Pontuação por períodos: 3–3, 3–5, 3–2, 3–3 |       |            | Centro Internacional de Natação Tokyo Tatsumi Árbitros: USA Michael Goldenberg GRE Georgios Stavridis |
| 25 de julho de 2021 18:20 | Relatório | quatro jogadores 2                         | Gols  | Munarriz 4 | Centro Internacional de Natação Tokyo Tatsumi Árbitros: USA Michael Goldenberg GRE Georgios Stavridis |

| 25 de julho de 2021 19:50 | Relatório | Croácia                                    | 23–7 | Cazaquistão  | Centro Internacional de Natação Tokyo Tatsumi Árbitros: RSA Dion Willis GER Frank Ohme |
| 25 de julho de 2021 19:50 | Relatório | Pontuação por períodos: 4–1, 6–3, 8–1, 5–2 |      |              | Centro Internacional de Natação Tokyo Tatsumi Árbitros: RSA Dion Willis GER Frank Ohme |
| 25 de julho de 2021 19:50 | Relatório | Joković 5                                  | Gols | Vuksanović 3 | Centro Internacional de Natação Tokyo Tatsumi Árbitros: RSA Dion Willis GER Frank Ohme |

| 27 de julho de 2021 11:30 | Relatório | Montenegro                                 | 6–8  | Espanha          | Centro Internacional de Natação Tokyo Tatsumi Árbitros: FRA Sébastien Dervieux GRE Georgios Stavridis |
| 27 de julho de 2021 11:30 | Relatório | Pontuação por períodos: 2–3, 1–2, 2–2, 1–1 |      |                  | Centro Internacional de Natação Tokyo Tatsumi Árbitros: FRA Sébastien Dervieux GRE Georgios Stavridis |
| 27 de julho de 2021 11:30 | Relatório | Matković 3                                 | Gols | três jogadores 2 | Centro Internacional de Natação Tokyo Tatsumi Árbitros: FRA Sébastien Dervieux GRE Georgios Stavridis |

| 27 de julho de 2021 14:00 | Relatório | Cazaquistão                                | 5–19 | Sérvia       | Centro Internacional de Natação Tokyo Tatsumi Árbitros: ROU Adrian Alexandrescu HUN György Kun |
| 27 de julho de 2021 14:00 | Relatório | Pontuação por períodos: 2–4, 1–3, 2–6, 0–6 |      |              | Centro Internacional de Natação Tokyo Tatsumi Árbitros: ROU Adrian Alexandrescu HUN György Kun |
| 27 de julho de 2021 14:00 | Relatório | Medvedev, Vuksanović 2                     | Gols | Pijetlović 4 | Centro Internacional de Natação Tokyo Tatsumi Árbitros: ROU Adrian Alexandrescu HUN György Kun |

| 27 de julho de 2021 19:50 | Relatório | Austrália                                  | 11–8 | Croácia   | Centro Internacional de Natação Tokyo Tatsumi Árbitros: GER Frank Ohme USA Michael Goldenberg |
| 27 de julho de 2021 19:50 | Relatório | Pontuação por períodos: 3–3, 2–0, 2–3, 4–2 |      |           | Centro Internacional de Natação Tokyo Tatsumi Árbitros: GER Frank Ohme USA Michael Goldenberg |
| 27 de julho de 2021 19:50 | Relatório | Campbell 3                                 | Gols | Joković 3 | Centro Internacional de Natação Tokyo Tatsumi Árbitros: GER Frank Ohme USA Michael Goldenberg |

| 29 de julho de 2021 11:30 | Relatório | Espanha                                    | 16–4 | Cazaquistão  | Centro Internacional de Natação Tokyo Tatsumi Árbitros: USA Michael Goldenberg RSA Dion Willis |
| 29 de julho de 2021 11:30 | Relatório | Pontuação por períodos: 3–0, 3–0, 5–2, 5–2 |      |              | Centro Internacional de Natação Tokyo Tatsumi Árbitros: USA Michael Goldenberg RSA Dion Willis |
| 29 de julho de 2021 11:30 | Relatório | Granados 5                                 | Gols | Vuksanović 2 | Centro Internacional de Natação Tokyo Tatsumi Árbitros: USA Michael Goldenberg RSA Dion Willis |

| 29 de julho de 2021 15:30 | Relatório | Croácia                                    | 13–8 | Montenegro       | Centro Internacional de Natação Tokyo Tatsumi Árbitros: RUS Arkadiy Voevodin HUN György Kun |
| 29 de julho de 2021 15:30 | Relatório | Pontuação por períodos: 1–1, 6–4, 4–3, 2–0 |      |                  | Centro Internacional de Natação Tokyo Tatsumi Árbitros: RUS Arkadiy Voevodin HUN György Kun |
| 29 de julho de 2021 15:30 | Relatório | Fatović 3                                  | Gols | três jogadores 2 | Centro Internacional de Natação Tokyo Tatsumi Árbitros: RUS Arkadiy Voevodin HUN György Kun |

| 29 de julho de 2021 19:50 | Relatório | Sérvia                                     | 14–8 | Austrália    | Centro Internacional de Natação Tokyo Tatsumi Árbitros: GER Frank Ohme GRE Georgios Stavridis |
| 29 de julho de 2021 19:50 | Relatório | Pontuação por períodos: 6–0, 4–1, 1–2, 3–5 |      |              | Centro Internacional de Natação Tokyo Tatsumi Árbitros: GER Frank Ohme GRE Georgios Stavridis |
| 29 de julho de 2021 19:50 | Relatório | Mandić 4                                   | Gols | B. Edwards 2 | Centro Internacional de Natação Tokyo Tatsumi Árbitros: GER Frank Ohme GRE Georgios Stavridis |

| 31 de julho de 2021 10:00 | Relatório | Montenegro                                 | 19–12 | Cazaquistão | Centro Internacional de Natação Tokyo Tatsumi Árbitros: GER Frank Ohme GRE Georgios Stavridis |
| 31 de julho de 2021 10:00 | Relatório | Pontuação por períodos: 5–3, 6–3, 3–3, 5–3 |       |             | Centro Internacional de Natação Tokyo Tatsumi Árbitros: GER Frank Ohme GRE Georgios Stavridis |
| 31 de julho de 2021 10:00 | Relatório | três jogadores 4                           | Gols  | Ruday 3     | Centro Internacional de Natação Tokyo Tatsumi Árbitros: GER Frank Ohme GRE Georgios Stavridis |

| 31 de julho de 2021 11:30 | Relatório | Austrália                                  | 5–16 | Espanha    | Centro Internacional de Natação Tokyo Tatsumi Árbitros: ROU Adrian Alexandrescu FRA Sébastien Dervieux |
| 31 de julho de 2021 11:30 | Relatório | Pontuação por períodos: 2–4, 1–4, 2–5, 0–3 |      |            | Centro Internacional de Natação Tokyo Tatsumi Árbitros: ROU Adrian Alexandrescu FRA Sébastien Dervieux |
| 31 de julho de 2021 11:30 | Relatório | B. Edwards, Younger 2                      | Gols | Granados 4 | Centro Internacional de Natação Tokyo Tatsumi Árbitros: ROU Adrian Alexandrescu FRA Sébastien Dervieux |

| 31 de julho de 2021 15:30 | Relatório | Croácia                                    | 14–12 | Sérvia   | Centro Internacional de Natação Tokyo Tatsumi Árbitros: USA Michael Goldenberg NED Michiel Zwart |
| 31 de julho de 2021 15:30 | Relatório | Pontuação por períodos: 5–3, 1–1, 4–4, 4–4 |       |          | Centro Internacional de Natação Tokyo Tatsumi Árbitros: USA Michael Goldenberg NED Michiel Zwart |
| 31 de julho de 2021 15:30 | Relatório | Joković, Obradović 4                       | Gols  | Jakšić 3 | Centro Internacional de Natação Tokyo Tatsumi Árbitros: USA Michael Goldenberg NED Michiel Zwart |

| 2 de agosto de 2021 14:00 | Relatório | Sérvia                                     | 13–6 | Montenegro | Centro Internacional de Natação Tokyo Tatsumi Árbitros: ITA Alessandro Severo GER Frank Ohme |
| 2 de agosto de 2021 14:00 | Relatório | Pontuação por períodos: 6–1, 2–1, 3–2, 2–2 |      |            | Centro Internacional de Natação Tokyo Tatsumi Árbitros: ITA Alessandro Severo GER Frank Ohme |
| 2 de agosto de 2021 14:00 | Relatório | Filipović 3                                | Gols | Ivović 3   | Centro Internacional de Natação Tokyo Tatsumi Árbitros: ITA Alessandro Severo GER Frank Ohme |

| 2 de agosto de 2021 15:30 | Relatório | Espanha                                    | 8–4  | Croácia | Centro Internacional de Natação Tokyo Tatsumi Árbitros: GRE Georgios Stavridis HUN György Kun |
| 2 de agosto de 2021 15:30 | Relatório | Pontuação por períodos: 2–1, 1–0, 4–2, 1–1 |      |         | Centro Internacional de Natação Tokyo Tatsumi Árbitros: GRE Georgios Stavridis HUN György Kun |
| 2 de agosto de 2021 15:30 | Relatório | Granados 2                                 | Gols | Bukić 2 | Centro Internacional de Natação Tokyo Tatsumi Árbitros: GRE Georgios Stavridis HUN György Kun |

| 2 de agosto de 2021 19:50 | Relatório | Austrália                                  | 15–7 | Cazaquistão          | Centro Internacional de Natação Tokyo Tatsumi Árbitros: ARG Germán Moller USA Michael Goldenberg |
| 2 de agosto de 2021 19:50 | Relatório | Pontuação por períodos: 4–1, 3–0, 5–2, 3–4 |      |                      | Centro Internacional de Natação Tokyo Tatsumi Árbitros: ARG Germán Moller USA Michael Goldenberg |
| 2 de agosto de 2021 19:50 | Relatório | Howden 5                                   | Gols | Shakenov, Ukumanov 2 | Centro Internacional de Natação Tokyo Tatsumi Árbitros: ARG Germán Moller USA Michael Goldenberg |

## Fase final
|  | Quartas de final | Quartas de final |             |         | Semifinal           | Semifinal           |  |  | Final       | Final |
|  |                  |                  |             |         |                     |                     |  |  |             |       |
|  | 4 de agosto      |                  |             |         |                     |                     |  |  |             |       |
|  |                  |                  |             |         |                     |                     |  |  |             |       |
|  | Grécia           | 10               |             |         |                     |                     |  |  |             |       |
|  | Grécia           | 10               | 6 de agosto |         |                     |                     |  |  |             |       |
|  | Montenegro       | 4                |             |         |                     |                     |  |  |             |       |
|  | Montenegro       | 4                | Grécia      | 9       |                     |                     |  |  |             |       |
|  | 4 de agosto      |                  | Grécia      | 9       |                     |                     |  |  |             |       |
|  |                  | Hungria          | 6           |         |                     |                     |  |  |             |       |
|  | Croácia          | Hungria          | 6           | 11      |                     |                     |  |  |             |       |
|  | Croácia          |                  | 8 de agosto | 11      |                     |                     |  |  |             |       |
|  | Hungria          | 15               |             |         |                     |                     |  |  |             |       |
|  | Hungria          | 15               | Grécia      | 10      |                     |                     |  |  |             |       |
|  | 4 de agosto      |                  | Grécia      | 10      |                     |                     |  |  |             |       |
|  |                  | Sérvia           | 13          |         |                     |                     |  |  |             |       |
|  | Itália           | Sérvia           | 13          | 6       |                     |                     |  |  |             |       |
|  | Itália           | 6 de agosto      |             | 6       |                     |                     |  |  |             |       |
|  | Sérvia           | 10               |             |         |                     |                     |  |  |             |       |
|  | Sérvia           | 10               | Sérvia      | 10      | Disputa pelo bronze | Disputa pelo bronze |  |  |             |       |
|  | 4 de agosto      |                  | Sérvia      | 10      | Disputa pelo bronze | Disputa pelo bronze |  |  |             |       |
|  |                  | Espanha          | 9           |         |                     |                     |  |  |             |       |
|  | Espanha          | Espanha          | 9           | 12      | Hungria             | 9                   |  |  |             |       |
|  | Espanha          |                  |             | 12      | Hungria             | 9                   |  |  |             |       |
|  | Estados Unidos   | 8                |             | Espanha | 5                   |                     |  |  |             |       |
|  | Estados Unidos   | 8                |             |         | 5                   |                     |  |  |             |       |
|  |                  |                  |             |         |                     |                     |  |  | 8 de agosto |       |
|  |                  |                  |             |         |                     |                     |  |  |             |       |

|  | Classificação 5–8 | Classificação 5–8 |    |             | Disputa pelo 5º lugar | Disputa pelo 5º lugar |  |
|  |                   |                   |    |             |                       |                       |  |
|  | 6 de agosto       |                   |    |             |                       |                       |  |
|  | Montenegro        | 10                |    |             |                       |                       |  |
|  | Croácia           | 12                |    |             |                       |                       |  |
|  |                   |                   |    |             |                       |                       |  |
|  |                   |                   |    |             | 8 de agosto           |                       |  |
|  |                   |                   |    |             | Croácia               | 14                    |  |
|  |                   | Estados Unidos    | 11 |             |                       |                       |  |
|  |                   |                   |    |             |                       |                       |  |
|  |                   |                   |    |             |                       |                       |  |
|  |                   |                   |    |             | Disputa pelo 7º lugar |                       |  |
|  | 6 de agosto       | 6 de agosto       |    | 8 de agosto | 8 de agosto           |                       |  |
|  | Itália            | 6                 |    | Montenegro  | 14 (3)                |                       |  |
|  | Estados Unidos    | 7                 |    |             | Itália (pen)          | 14 (4)                |  |

### Quartas de final
| 4 de agosto de 2021 14:00 | Relatório | Estados Unidos                             | 8–12 | Espanha            | Centro Internacional de Natação Tokyo Tatsumi Árbitros: NED Michiel Zwart HUN György Kun |
| 4 de agosto de 2021 14:00 | Relatório | Pontuação por períodos: 3–3, 3–3, 0–1, 2–5 |      |                    | Centro Internacional de Natação Tokyo Tatsumi Árbitros: NED Michiel Zwart HUN György Kun |
| 4 de agosto de 2021 14:00 | Relatório | Daube 3                                    | Gols | quatro jogadores 2 | Centro Internacional de Natação Tokyo Tatsumi Árbitros: NED Michiel Zwart HUN György Kun |

| 4 de agosto de 2021 15:30 | Relatório | Grécia                                     | 10–4 | Montenegro | Centro Internacional de Natação Tokyo Tatsumi Árbitros: ROU Adrian Alexandrescu ITA Alessandro Severo |
| 4 de agosto de 2021 15:30 | Relatório | Pontuação por períodos: 1–0, 2–1, 3–1, 4–2 |      |            | Centro Internacional de Natação Tokyo Tatsumi Árbitros: ROU Adrian Alexandrescu ITA Alessandro Severo |
| 4 de agosto de 2021 15:30 | Relatório | Genidounias 5                              | Gols | Ivović 2   | Centro Internacional de Natação Tokyo Tatsumi Árbitros: ROU Adrian Alexandrescu ITA Alessandro Severo |

| 4 de agosto de 2021 18:20 | Relatório | Itália                                     | 6–10 | Sérvia      | Centro Internacional de Natação Tokyo Tatsumi Árbitros: RUS Arkadiy Voevodin GRE Georgios Stavridis |
| 4 de agosto de 2021 18:20 | Relatório | Pontuação por períodos: 2–5, 1–4, 1–0, 2–1 |      |             | Centro Internacional de Natação Tokyo Tatsumi Árbitros: RUS Arkadiy Voevodin GRE Georgios Stavridis |
| 4 de agosto de 2021 18:20 | Relatório | Presciutti 2                               | Gols | Filipović 3 | Centro Internacional de Natação Tokyo Tatsumi Árbitros: RUS Arkadiy Voevodin GRE Georgios Stavridis |

| 4 de agosto de 2021 19:50 | Relatório | Hungria                                    | 15–11 | Croácia | Centro Internacional de Natação Tokyo Tatsumi Árbitros: FRA Sébastien Dervieux GER Frank Ohme |
| 4 de agosto de 2021 19:50 | Relatório | Pontuação por períodos: 2–3, 5–2, 4–3, 4–3 |       |         | Centro Internacional de Natação Tokyo Tatsumi Árbitros: FRA Sébastien Dervieux GER Frank Ohme |
| 4 de agosto de 2021 19:50 | Relatório | Manhercz 7                                 | Gols  | Bukić 4 | Centro Internacional de Natação Tokyo Tatsumi Árbitros: FRA Sébastien Dervieux GER Frank Ohme |

### Classificação 5º–8º lugar
| 6 de agosto de 2021 14:00 | Relatório | Montenegro                                 | 10–12 | Croácia     | Centro Internacional de Natação Tokyo Tatsumi Árbitros: KAZ Viktor Salnichenko HUN György Kun |
| 6 de agosto de 2021 14:00 | Relatório | Pontuação por períodos: 0–1, 4–5, 3–3, 3–3 |       |             | Centro Internacional de Natação Tokyo Tatsumi Árbitros: KAZ Viktor Salnichenko HUN György Kun |
| 6 de agosto de 2021 14:00 | Relatório | Ivović 3                                   | Gols  | Vukičević 3 | Centro Internacional de Natação Tokyo Tatsumi Árbitros: KAZ Viktor Salnichenko HUN György Kun |

| 6 de agosto de 2021 18:20 | Relatório | Itália                                     | 6–7  | Estados Unidos | Centro Internacional de Natação Tokyo Tatsumi Árbitros: FRA Sébastien Dervieux ESP Xevi Buch |
| 6 de agosto de 2021 18:20 | Relatório | Pontuação por períodos: 2–0, 2–5, 1–2, 5–2 |      |                | Centro Internacional de Natação Tokyo Tatsumi Árbitros: FRA Sébastien Dervieux ESP Xevi Buch |
| 6 de agosto de 2021 18:20 | Relatório | Figlioli, Renzuto 2                        | Gols | Bowen 3        | Centro Internacional de Natação Tokyo Tatsumi Árbitros: FRA Sébastien Dervieux ESP Xevi Buch |

### Semifinal
| 6 de agosto de 2021 15:30 | Relatório | Grécia                                     | 9–6  | Hungria    | Centro Internacional de Natação Tokyo Tatsumi Árbitros: USA Michael Goldenberg RUS Arkadiy Voevodin |
| 6 de agosto de 2021 15:30 | Relatório | Pontuação por períodos: 2–1, 1–1, 2–2, 4–2 |      |            | Centro Internacional de Natação Tokyo Tatsumi Árbitros: USA Michael Goldenberg RUS Arkadiy Voevodin |
| 6 de agosto de 2021 15:30 | Relatório | Argyropoulos 4                             | Gols | Manhercz 2 | Centro Internacional de Natação Tokyo Tatsumi Árbitros: USA Michael Goldenberg RUS Arkadiy Voevodin |

| 6 de agosto de 2021 19:50 | Relatório | Sérvia                                     | 10–9 | Espanha          | Centro Internacional de Natação Tokyo Tatsumi Árbitros: ROU Adrian Alexandrescu NED Michiel Zwart |
| 6 de agosto de 2021 19:50 | Relatório | Pontuação por períodos: 2–0, 2–5, 1–2, 5–2 |      |                  | Centro Internacional de Natação Tokyo Tatsumi Árbitros: ROU Adrian Alexandrescu NED Michiel Zwart |
| 6 de agosto de 2021 19:50 | Relatório | Mandić 3                                   | Gols | três jogadores 2 | Centro Internacional de Natação Tokyo Tatsumi Árbitros: ROU Adrian Alexandrescu NED Michiel Zwart |

### Disputa pelo sétimo lugar
| 8 de agosto de 2021 9:30 | Relatório | Montenegro                                          | 14–14 | Itália    | Centro Internacional de Natação Tokyo Tatsumi Árbitros: KAZ Viktor Salnichenko FRA Sébastien Dervieux |
| 8 de agosto de 2021 9:30 | Relatório | Pontuação por períodos: 2–3, 5–4, 4–5, 3–2 PEN: 3–4 |       |           | Centro Internacional de Natação Tokyo Tatsumi Árbitros: KAZ Viktor Salnichenko FRA Sébastien Dervieux |
| 8 de agosto de 2021 9:30 | Relatório | Ivović 6                                            | Gols  | Velotto 5 | Centro Internacional de Natação Tokyo Tatsumi Árbitros: KAZ Viktor Salnichenko FRA Sébastien Dervieux |

### Disputa pelo quinto lugar
| 8 de agosto de 2021 11:00 | Relatório | Croácia                                    | 14–11 | Estados Unidos    | Centro Internacional de Natação Tokyo Tatsumi Árbitros: ITA Alessandro Severo HUN György Kun |
| 8 de agosto de 2021 11:00 | Relatório | Pontuação por períodos: 2–3, 4–2, 4–2, 4–4 |       |                   | Centro Internacional de Natação Tokyo Tatsumi Árbitros: ITA Alessandro Severo HUN György Kun |
| 8 de agosto de 2021 11:00 | Relatório | Bukić 2                                    | Gols  | cinco jogadores 2 | Centro Internacional de Natação Tokyo Tatsumi Árbitros: ITA Alessandro Severo HUN György Kun |

### Disputa pelo bronze
| 8 de agosto de 2021 13:40 | Relatório | Hungria                                    | 9–5  | Espanha    | Centro Internacional de Natação Tokyo Tatsumi Árbitros: RUS Arkadiy Voevodin GRE Georgios Stavridis |
| 8 de agosto de 2021 13:40 | Relatório | Pontuação por períodos: 3–3, 2–2, 1–0, 3–0 |      |            | Centro Internacional de Natação Tokyo Tatsumi Árbitros: RUS Arkadiy Voevodin GRE Georgios Stavridis |
| 8 de agosto de 2021 13:40 | Relatório | Vámos 2                                    | Gols | Munarriz 2 | Centro Internacional de Natação Tokyo Tatsumi Árbitros: RUS Arkadiy Voevodin GRE Georgios Stavridis |

### Final
| 8 de agosto de 2021 16:30 | Relatório | Grécia                                     | 10–13 | Sérvia           | Centro Internacional de Natação Tokyo Tatsumi Árbitros: USA Michael Goldenberg ESP Xevi Buch |
| 8 de agosto de 2021 16:30 | Relatório | Pontuação por períodos: 3–6, 4–2, 2–2, 1–3 |       |                  | Centro Internacional de Natação Tokyo Tatsumi Árbitros: USA Michael Goldenberg ESP Xevi Buch |
| 8 de agosto de 2021 16:30 | Relatório | três jogadores 2                           | Gols  | três jogadores 3 | Centro Internacional de Natação Tokyo Tatsumi Árbitros: USA Michael Goldenberg ESP Xevi Buch |

## Classificação final
| Pos.              | Equipe             | Campanha (V–E–D) |
| ----------------- | ------------------ | ---------------- |
| Medalha de ouro   | SRB Sérvia         | 6–0–2            |
| Medalha de prata  | GRE Grécia         | 6–1–1            |
| Medalha de bronze | HUN Hungria        | 5–1–2            |
| 4                 | ESP Espanha        | 6–0–2            |
| 5                 | CRO Croácia        | 5–0–3            |
| 6                 | USA Estados Unidos | 3–0–5            |
| 7                 | ITA Itália         | 3–3–2            |
| 8                 | MNE Montenegro     | 2–1–5            |
| 9                 | AUS Austrália      | 2–0–3            |
| 10                | JPN Japão          | 1–0–4            |
| 11                | KAZ Cazaquistão    | 0–0–5            |
| 12                | RSA África do Sul  | 0–0–5            |